# Водзілувка
Водзілувка (пол. Wodziłówka) — село в Польщі, у гміні Книшин Монецького повіту Підляського воєводства.
У 1975-1998 роках село належало до Білостоцького воєводства.